# Acolasis zenobina
Coenipeta zenobina là một loài bướm đêm trong họ Erebidae.